# Ratpenat nasofoliat de Khajuria
El ratpenat nasofoliat de Khajuria (Hipposideros durgadasi) és una espècie de ratpenat endèmica de l'Índia.
És amenaçat per la pèrdua del seu hàbitat natural.

## Ecoregions
L'única ecoregió on aquesta espècie és endèmica és la dels boscos caducifolis humits de les Terres Altes de l'Est, també anomenada boscos caducifolis humits del Dècan Oriental.